# Appropriation d’outils technologiques
L’appropriation d’outils technologiques est un terme utilisé pour décrire une des étapes du processus d’acceptation des outils technologiques. Il s’agit du résultat simple de l’adoption contrôlée d’un outil qui permet à l’usager de pouvoir utiliser, contourner et réinventer la façon d’employer la fonction intrinsèque de l’outil technologique.
Selon A. David , l’outil technologique n’est pas lié directement au contexte pour lequel il a été conçu, mais plutôt à la signification fondamentale « transposable » de chaque utilisateur qui gère l’outil. Chaque personne qui utilise l’instrument donnera un sens différent aux fonctions de l’objet, selon la connaissance que chacune a de ce-dernier. L’adaptation d’outils technologiques est sujette à l’abstraction du fonctionnement de l’outil et aux règles de référence qui le décrivent dans son usage quotidien. Hatchuel et Weil.

## Théorie de l’Appropriation
Dans son article « Pour une théorie de l’appropriation » François-Xavier de Vaujany, professeur de théories des organisations à l’Université de recherche Paris Sciences et Lettres, a développé un ensemble de propositions qui permettent de mieux comprendre les processus d'appropriation des outils de gestion.
- Tout type d’appropriation des outils est une forme contingente qui articule les 4 catégories d’éléments de la perspective appropriative ;
- Tout outil de gestion est conçu avec une logique de co-production de ses acteurs principaux et présente une flexibilité instrumentale d’interprétation ;
- L’appropriation requiert une activation de 3 dimensions pour être appréhendée de la bonne manière :

1. Rationnelle : théorie micro-économique classique, théories fayoliennes et tayloriennes) ;
2. Psychologique : sociologie des organisations Crozier et Friedberg (1977), Sainsaulieu (1997) et sociologie générale Bourdieu (1972), Giddens (1984) et Archer (1995) ;
3. Psychosociale : théorie de la rationalité limitée de Simon (1975), psychologie cognitive de Piaget (1967) et perspective psychanalytique de Pagès et al. (1992).

L’appropriation est un processus durable qui débute avant la première utilisation (pré-appropriation) et se répète après la première routine d’utilisation. Ces axiomes décrivent la façon avec laquelle on arrive à développer une appropriation complète d’objets, d’outils, de dispositifs et de règles de gestion, comme un processus contingent, ouvert, complexe et continu. L’appropriation peut également s'inscrire dans trois logiques (cumulables) de production de valeur : 
- Valeur d’adoption- partie de la légitimité sociale dans l’utilisation de l’outil (l’outil est utilisé pour des raisons sociales)
- Valeur structurelle- l’usager utilise l’architecture fonctionnelle de l’outil (valeur intrinsèque de l’outil), selon ses besoins ; apportant ainsi un avantage à la tâche réalisée.
- Valeur d’innovation de l’outil : on réalise une évaluation de l’utilité de l’outil, en évoquant l’efficacité dans l’utilisation de la technologie en question, ce qui permet l’innovation dans l’utilisation de l’outil.

La théorie de l’appropriation se base sur La théorie de la structuration d’Anthony Giddens, qui analyse la structure et les agents sans donner priorité à l’un de ces éléments. Cette théorie essaie d’établir la dualité de l’ensemble, et de tenir compte des concepts réflexifs des personnages impliqués en faisant ressortir la conscience des actions prises dans l’utilisation des outils.
Giddens affirme que parler de la nécessité routinière des agents n'implique pas de parier pour la stabilité sociale. En effet, la motivation n'est pas de reproduire des pratiques spécifiques, mais de parvenir à une continuité.

## Similitudes
Divers auteurs font le lien entre l'appropriation et l'improvisation, laquelle se base dans l’expérience, développement organisationnelle, « formuler et mettre en œuvre ensemble des stratégies en temps réel » Crossan et al.. L'improvisation comportementale désigne les nouvelles actions prises pour influer sur les résultats organisationnels, et l'improvisation cognitive fait référence aux nouvelles interprétations des stimuli externes (Miner et al. 1996 ; Smircich (en) et Stubbart) alors que l’appropriation se base sur la valeur d’adoption, valeur structurelle et valeur d’innovation de l’outil.
L'improvisation organisationnelle (on parle parfois de bricolage) peut donc être définie comme la conception de l'action telle qu'elle se déroule, par une organisation et/ou ses membres, en utilisant les ressources matérielles, cognitives, affectives et sociales disponibles.
Finalement, l'improvisation comportementale désigne aux nouvelles actions prises pour influer sur les résultats organisationnels, et l'improvisation cognitive fait référence aux nouvelles interprétations des stimuli externes (Miner et al. 1996, Smircich et Stubbart 1985). Giddens soulève que la routine quotidienne dépend de la confiance dans un environnement structurel, en plus d'exiger un soutien émotionnel qui n'apporte que la relation personnelle. En d'autres termes, pour pouvoir agir, l'agent aura besoin de notions stables de structure et d'un lien spécifique avec les personnes.